# Oedalea tristis
Oedalea tristis is een vliegensoort uit de familie van de Hybotidae. De wetenschappelijke naam van de soort is voor het eerst geldig gepubliceerd in 1851 door Scholtz.